# Linda Shearman
Linda Shearman (...) è un'ex danzatrice su ghiaccio britannica. Insieme a Michael Phillips ha vinto il Campionato europeo e l'argento al Campionato mondiale nel 1963.

## Risultati
(con Michael Phillips)
| Internazionali        | Internazionali | Internazionali | Internazionali |
| Evento                | 1961           | 1962           | 1963           |
| --------------------- | -------------- | -------------- | -------------- |
| Campionati mondiali   |                | 4°             | 2°             |
| Campionati europei    | 3°             | 2°             | 1°             |
| Nazionali             |                |                |                |
| Campionati Britannici |                | 1°             | 1°             |